# Gare de Fort Lauderdale
 (janvier 2022).
La gare de Fort Lauderdale est une gare ferroviaire américaine à Fort Lauderdale, dans le comté de Broward, en Floride. Ouverte le 13 janvier 2018, elle constitue le terminus sud de la Brightline jusqu'à la mise en service du prolongement de cette ligne de chemin de fer en direction de Miami le 19 mai 2018.